# 乃木坂46えいご
『乃木坂46えいご』（のぎざかフォーティーシックスえいご、略称：のぎえいご）は、乃木坂46が英会話にチャレンジするTBS制作の教養バラエティ番組。2015年6月28日から2021年1月31日まで日本のCS放送・TBSチャンネル1で放送された。

## 概要
2020年の東京オリンピック開催に向けてグローバル化が進む日本で、乃木坂46が海外進出に向けて英会話にチャレンジする。放送開始当初は海外のヒット曲を教材に、日本人に馴染みのある外国のポピュラーソングを聴きながら、乃木坂46でちょっとおバカな4人（川後陽菜、北野日奈子、能條愛未、和田まあや）と一緒に、ゲストメンバーを交えて講師陣の指導のもと、歌って楽しく、分かりやすく、今すぐ使える英会話を学ぶコンセプトだった。
番組初期のレギュラー出演者だった川後陽菜は、自身が抜擢された理由として「たぶんバカだから」「バカだからじゃないですか?」を挙げ、乃木坂46のキャプテン桜井玲香は英語取得が早そうなメンバーが抜擢されているとし、番組プロデューサーは「英語の伸びしろがありそう」とコメントした。和田まあやは「海外でライブをやった時に（英語で）MCができたらすごく役立つんじゃないかなと思います。ニューヨーク公演って格好良くない?」と壮大な夢を語った。
放送3周年を迎える2018年6月放送からリニューアルし、斉藤優里、新内眞衣、樋口日奈の3人が新たなレギュラーとして出演。
2018年5月・6月と2か月連続で「乃木坂46えいご特別版」として桜井玲香、新内眞衣、松村沙友理が出演する乃木坂46初のハワイロケ番組『乃木坂46ハワイまるかじりSP』前後編を、7月にはその未公開シーンを加えた120分スペシャルの完全版を放送。
2019年に入り一旦卒業扱いで降板していた和田まあやが復帰する一方、斉藤優里が乃木坂46からの卒業決定に伴い番組を退き、6月30日放送回から代わりに3期生から初めて佐藤楓が起用された。
2021年1月31日の放送分をもって番組が終了した。

## 出演者

### 番組終了時点
- 新内眞衣（しんうち まい）：#27からレギュラー出演[12]。
- 樋口日奈（ひぐち ひな）：#27からレギュラー出演[12]。
- 和田まあや（わだ まあや）：英単語をすごく知っており、最近覚えたのはディクショナリー[18]。高校1年生の時、まわりが英検準2級を受けていたところ、教師から英検5級を勧められ[18]、中学初級レベルの英検5級を2度目の挑戦で合格し「英検5級持ってます!」と得意げな顔で語る高校2年生（放送開始時点）[6]。2018年4月初回放送の#26をもって一旦番組を卒業[19]するものの、2019年3月31日初回放送の#35に「卒業取り消し」の形でレギュラー復帰。
- 佐藤楓（さとう かえで）：#38からレギュラー出演。
- 鈴木拓（すずき たく）：男子生徒役[20]。お笑いコンビドランクドラゴンのメンバー[21]。
- 安河内哲也（やすこうち てつや）：先生役[20]。東進ハイスクールの講師[22]。
- ニック（にっく）：アメリカ人でお笑いコンビ・タイムボムのメンバー[23]。2017年3月初回放送の#16からゲスト出演[24]。

### 過去の出演者
- 川後陽菜（かわご ひな）：海外のライブでMCを英語でしたい[1]。英語のつっこみはシャラップ[11]。2018年4月初回放送の#26をもって番組を卒業[19]。
- 北野日奈子（きたの ひなこ）：海外の買物で間違った物を買わないように英語を覚えたい[11]。ブログも全部英語で書けるようになりたい[11]。2017年11月に体調不良により乃木坂46の活動を休止し[25]、同年5月初回放送の#18以降出演がないまま番組レギュラーを降板[26]。
- 能條愛未（のうじょう あみ）：ホームステイをしてみたい[2]。ニューヨーク公演もしてみたい[2]。2018年4月初回放送の#26をもって番組を卒業[19]。
- 平田梨奈（ひらた りな）：アメリカ出身の帰国子女[22]。AKB48を卒業した関係で2016年10月放送の#13をもって降板[27]。
- 斉藤優里（さいとう ゆうり）：#27からレギュラー出演[12]。#37をもって番組を卒業。

## 放送時間
| 放送期間                        | 放送日時             | 放送局         | 備考   |
| ------------------------------- | -------------------- | -------------- | ------ |
| 2015年06月28日 - 2021年01月31日 | 日曜日 23:30 - 24:00 | TBSチャンネル1 | 本放送 |
| 2015年07月4日 - 不明            | 土曜日 22:30 - 23:00 | TBSチャンネル1 | 再放送 |

## 放送日程
| #         | 放送日         | 内容・課題曲                                                                  | ゲスト |
| --------- | -------------- | ----------------------------------------------------------------------------- | --- |
| 1         | 2015年06月28日 | A Hard Day's Night                                                            | 桜井玲香 |
| 2         | 2015年07月19日 | The Sound of Silence                                                          | 堀未央奈 |
| 3         | 2015年08月30日 | Let It Go                                                                     | 高山一実 |
|           | 2015年09月27日 | 秋の課外授業60分SP / Beat It                                                  | 秋元真夏、高山一実、若月佑美 |
| 4         | 2015年10月25日 | Take Me Home, Country Roads                                                   | 松村沙友理 |
| 5         | 2015年11月29日 |                                                                               | 秋元真夏、高山一実、若月佑美 |
|           | 2015年12月20日 | クリスマス60分SP / Last Christmas                                             | 秋元真夏、生駒里奈、高山一実、星野みなみ                                                                                             |
| 6         | 2016年01月31日 | Last Christmas                                                                | 秋元真夏、生駒里奈、高山一実、星野みなみ                                                                                             |
| 7         | 2016年02月28日 | Holding out for a Hero                                                        | 中田花奈 |
| 8         | 2016年03月27日 | Survivor                                                                      | 中元日芽香 |
|           | 2016年04月23日 | 春の課外授業60分SP                                                            | 秋元真夏、生田絵梨花、橋本奈々未 |
| 9         | 2016年05月29日 | 春の課外授業60分SP 未公開編                                                   | 秋元真夏、生田絵梨花、橋本奈々未 |
| 10        | 2016年06月26日 | レストランでの英会話にチャレンジ!                                             | 秋元真夏、生田絵梨花、橋本奈々未 |
| 11        | 2016年07月31日 | 東京スカイツリーで英語ビンゴゲームに挑戦!                                     | 衛藤美彩、若月佑美 |
|           | 2016年08月28日 | 夏の公開収録60分SP                                                            | 秋元真夏、伊藤万理華、井上小百合、樋口日奈                                                                                           |
| 12        | 2016年09月25日 | 夏の公開収録60分SP 未公開編                                                   | 秋元真夏、伊藤万理華、井上小百合、樋口日奈                                                                                           |
| 13        | 2016年10月30日 | 東京・浅草寺で英語のゲームに挑戦!                                             | 衛藤美彩、若月佑美 |
| 14        | 2016年11月27日 | 英語でクッキングバトル!                                                       | 井上小百合、衛藤美彩、高山一実 |
|           | 2016年12月10日 | 英語でお使いミッション! クリスマス直前60分SP                                  | 衛藤美彩、高山一実、星野みなみ |
|           | 2017年01月29日 | 新春60分SP〜世界のみんなとフレンドシップ選手権〜                              | 新内眞衣、堀未央奈 |
| 15        | 2017年02月26日 | クリスマス直前60分SP・新春60分SP 未公開編                                     | 衛藤美彩、高山一実、星野みなみ / 新内眞衣、堀未央奈                                                                                  |
| 16        | 2017年03月26日 | 曲名当てクイズなど                                                            | 斉藤優里 |
| 17        | 2017年04月30日 | 曲名当てクイズなど                                                            | 井上小百合 |
| 18        | 2017年05月28日 | #16・#17の未公開編                                                            | 斉藤優里、井上小百合 |
| 19        | 2017年06月25日 | 曲名当てクイズ                                                                | 寺田蘭世 |
|           | 2017年07月09日 | 夏の60分SP〜3期生全12名出演!〜                                                | 伊藤理々杏、岩本蓮加、梅澤美波、大園桃子、久保史緒里、阪口珠美、佐藤楓、中村麗乃、向井葉月、山下美月、吉田綾乃クリスティー、与田祐希 |
| 20        | 2017年08月27日 | 夏の60分SP 完結編                                                             | 伊藤理々杏、岩本蓮加、梅澤美波、大園桃子、久保史緒里、阪口珠美、佐藤楓、中村麗乃、向井葉月、山下美月、吉田綾乃クリスティー、与田祐希 |
| 21        | 2017年09月24日 | 夏の60分SP 未公開編                                                           | 伊藤理々杏、岩本蓮加、梅澤美波、大園桃子、久保史緒里、阪口珠美、佐藤楓、中村麗乃、向井葉月、山下美月、吉田綾乃クリスティー、与田祐希 |
| 22        | 2017年10月29日 | 曲名当てクイズなど                                                            | 樋口日奈 |
| 23        | 2017年11月26日 | 曲名当てクイズなど                                                            | 井上小百合 |
| 24        | 2017年12月24日 | 曲名当てクイズなど                                                            | 秋元真夏 |
|           | 2018年01月07日 | 2018新春60分SP                                                                | 生田絵梨花、齋藤飛鳥、中田花奈 |
|           | 2018年02月11日 | 2018新春60分SP 未公開版                                                       | 生田絵梨花、齋藤飛鳥、中田花奈 |
| 25        | 2018年03月25日 | 曲名当てクイズなど                                                            | 桜井玲香 |
| 26        | 2018年04月29日 | 曲名当てクイズなど                                                            | 桜井玲香、中田花奈、堀未央奈 |
|           | 2018年05月19日 | 乃木えいご特別版 ハワイまるかじりSP! 仲良しトリオのプライベート女子旅 前編    | 新内眞衣、松村沙友里、桜井玲香 |
|           | 2018年06月09日 | 乃木えいご特別版 ハワイまるかじりSP! 仲良しトリオのプライベート女子旅 後編    | 新内眞衣、松村沙友里、桜井玲香 |
| 27        | 2018年06月24日 | 新レギュラー                                                                  | |
|           | 2018年07月15日 | 乃木えいご特別版 ハワイまるかじりSP! 仲良しトリオのプライベート女子旅 120分SP | 新内眞衣、松村沙友里、桜井玲香 |
| 28        | 2018年07月29日 | 最近恥ずかしかった話など                                                      | |
| 29        | 2018年08月26日 | 夏の思い出エピソードトークなど                                                | |
| 30        | 2018年09月23日 | 私がハマっているものなど                                                      | |
| 31        | 2018年10月28日 | 夏の思い出絵日記など                                                          | |
| 32        | 2018年11月25日 | 私の得意料理など                                                              | |
| 33        | 2018年12月30日 | 未公開SP                                                                      | |
|           | 2019年01月27日 | 60分拡大SP まあや軍団襲来!体当たり英語バトル!!                                | 和田まあや、堀未央奈、大園桃子 |
| 34        | 2019年02月24日 |                                                                               | 和田まあや、堀未央奈、大園桃子 |
| 35        | 2019年03月31日 | 和田まあや卒業取り消し再びレギュラーに                                        | |
| 36        | 2019年04月28日 |                                                                               | |
| 37        | 2019年05月26日 | 斉藤優里の卒業パーティー。                                                    | |
| 38        | 2019年06月30日 | 佐藤楓が新レギュラー。ホテルで起こるトラブルの対処法を学ぶ。                  | |
| 39        | 2019年07月28日 | 樋口日奈が欠席のため、早川聖来がゲストで登場。和田まあや英検4級合格発表。     | 早川聖来 |
| 40        | 2019年08月25日 | 樋口日奈が欠席のため、田村真佑がゲストで登場。                                | 田村真佑 |
| 41        | 2019年09月29日 |                                                                               | |
| 42        | 2019年10月27日 |                                                                               | |
| 43        | 2019年11月24日 |                                                                               | |
| 44        | 2019年12月28日 |                                                                               | |
| SP        | 2020年01月26日 | 4期生全員集合SP!!                                                             | 遠藤さくら、賀喜遥香、掛橋沙耶香、金川紗耶、柴田柚菜、清宮レイ、田村真佑、筒井あやめ、早川聖来、矢久保美緒                           |
| 45        | 2020年02月23日 | 未公開SP!!                                                                    | 遠藤さくら、賀喜遥香、掛橋沙耶香、金川紗耶、柴田柚菜、清宮レイ、田村真佑、筒井あやめ、早川聖来、矢久保美緒                           |
| 46        | 2020年03月29日 |                                                                               | 北川悠理 |
| 47        | 2020年04月26日 |                                                                               | 金川紗耶 |
| 48        | 2020年05月31日 | 未公開映像集                                                                  | 金川紗耶、田村真佑、早川聖来 |
| 49        | 2020年06月28日 |                                                                               | |
| 50        | 2020年07月26日 |                                                                               | |
| 51        | 2020年08月30日 |                                                                               | |
| 52        | 2020年09月27日 |                                                                               | |
| 53        | 2020年10月25日 |                                                                               | 早川聖来 |
| 54        | 2020年11月29日 |                                                                               | 早川聖来 |
| 55        | 2020年12月27日 |                                                                               | |
| 56 最終回 | 2021年01月31日 | 卒業式SP                                                                      | |